# Acidiella arisanica
Acidiella arisanica är en tvåvingeart som beskrevs av Tokuichi Shiraki 1933. Acidiella arisanica ingår i släktet Acidiella och familjen borrflugor.
Artens utbredningsområde är Taiwan. Inga underarter finns listade i Catalogue of Life.